# غوندا فان ستين
غوندا فان ستين (بالإنجليزية: Gonda Aline Hector Van Steen)‏ هي أستاذة جامعية بلجيكية وأمريكية، ولدت في 8 أبريل 1964 في الست في بلجيكا.